# Smalmyror
Smalmyror (Leptothorax) är ett släkte av myror. Smalmyror ingår i familjen myror.

## Bildgalleri

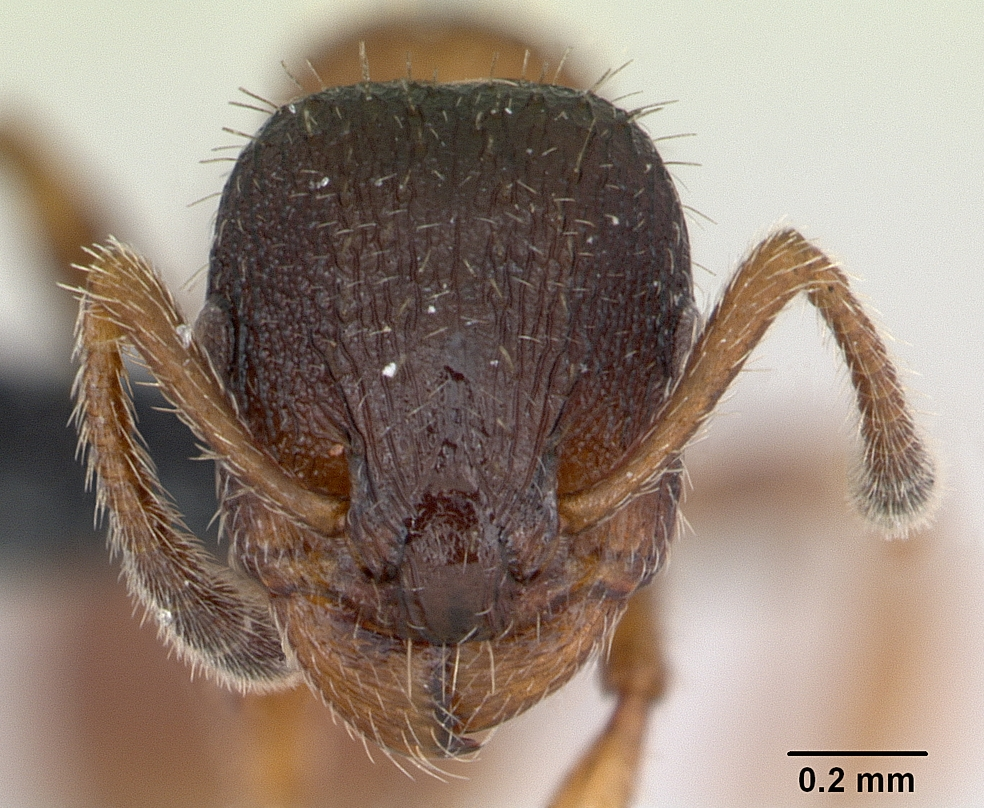
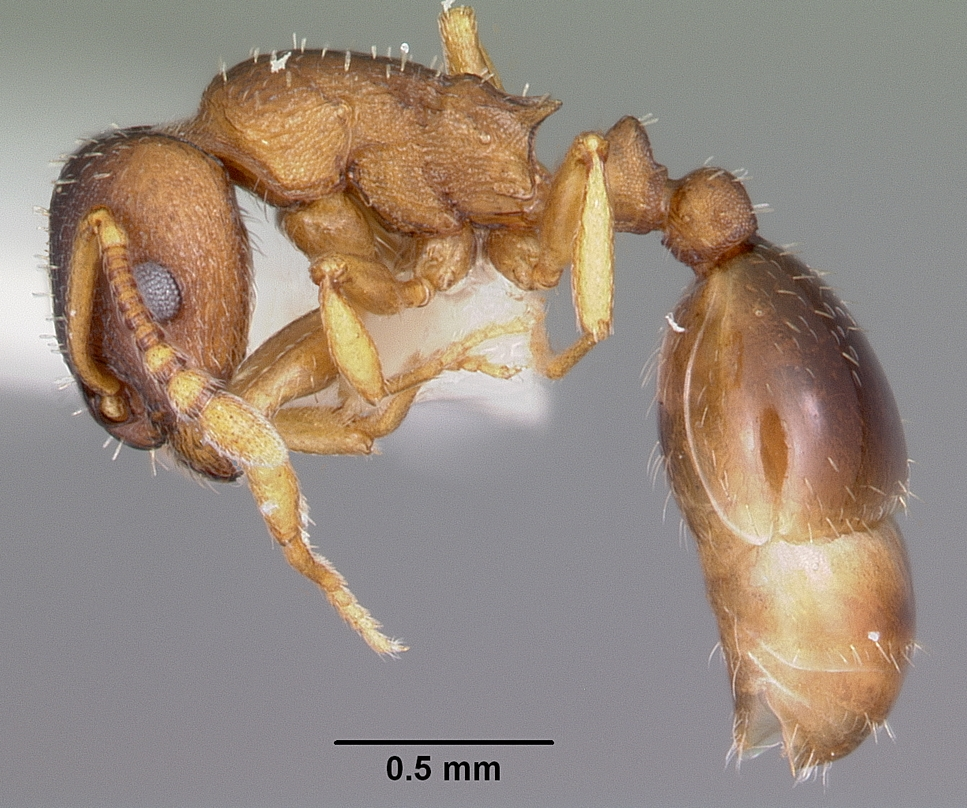

## Dottertaxa till smalmyror, i alfabetisk ordning[1][2]
- Leptothorax acervorum
- Leptothorax affinis
- Leptothorax aguayoi
- Leptothorax alayoi
- Leptothorax albispinus
- Leptothorax alinae
- Leptothorax allardycei
- Leptothorax alpinus
- Leptothorax ambiguus
- Leptothorax anacanthus
- Leptothorax andrei
- Leptothorax androsanus
- Leptothorax anduzei
- Leptothorax anemicus
- Leptothorax angulatus
- Leptothorax angustulus
- Leptothorax annexus
- Leptothorax annibalis
- Leptothorax anodonta
- Leptothorax anodontoides
- Leptothorax antigoni
- Leptothorax arcanus
- Leptothorax archangelskiji
- Leptothorax arenarius
- Leptothorax argentinus
- Leptothorax argentipes
- Leptothorax arimensis
- Leptothorax arpini
- Leptothorax asper
- Leptothorax augusti
- Leptothorax auresianus
- Leptothorax aveli
- Leptothorax aztecus
- Leptothorax baeticus
- Leptothorax balchashensis
- Leptothorax balli
- Leptothorax barbouri
- Leptothorax barroi
- Leptothorax barryi
- Leptothorax berlandi
- Leptothorax bermudezi
- Leptothorax bradleyi
- Leptothorax brasiliensis
- Leptothorax brauneri
- Leptothorax braunsi
- Leptothorax brimodus
- Leptothorax bruneri
- Leptothorax bucheti
- Leptothorax bugnioni
- Leptothorax bulgaricus
- Leptothorax buschingeri
- Leptothorax cabrerae
- Leptothorax cagnianti
- Leptothorax canescens
- Leptothorax carinatus
- Leptothorax cataulacoides
- Leptothorax caucasicus
- Leptothorax cenatus
- Leptothorax cervantesi
- Leptothorax ciferrii
- Leptothorax clavipilis
- Leptothorax clypeatus
- Leptothorax confucii
- Leptothorax congruus
- Leptothorax convexus
- Leptothorax cornibrevis
- Leptothorax corticalis
- Leptothorax costatus
- Leptothorax crassipilis
- Leptothorax creightoni
- Leptothorax creolus
- Leptothorax curtulus
- Leptothorax curvispinosus
- Leptothorax darlingtoni
- Leptothorax delaparti
- Leptothorax denticulatus
- Leptothorax desertorum
- Leptothorax desioi
- Leptothorax dessyi
- Leptothorax discoloratus
- Leptothorax dissimilis
- Leptothorax duloticus
- Leptothorax eburneipes
- Leptothorax echinatinodis
- Leptothorax emeryi
- Leptothorax evelynae
- Leptothorax exilis
- Leptothorax faberi
- Leptothorax finzii
- Leptothorax flavicornis
- Leptothorax flavidulus
- Leptothorax flavispinus
- Leptothorax foreli
- Leptothorax formosus
- Leptothorax fuentei
- Leptothorax fultonii
- Leptothorax fumosus
- Leptothorax furunculus
- Leptothorax fuscatus
- Leptothorax gaetulus
- Leptothorax galeatus
- Leptothorax gallae
- Leptothorax gazella
- Leptothorax gibbifer
- Leptothorax glaesarius
- Leptothorax goesswaldi
- Leptothorax goniops
- Leptothorax gracilicornis
- Leptothorax gracilis
- Leptothorax graecus
- Leptothorax gredleri
- Leptothorax gredosi
- Leptothorax grisoni
- Leptothorax grouvellei
- Leptothorax gundlachi
- Leptothorax hadrumetensis
- Leptothorax hesperius
- Leptothorax hispaniolae
- Leptothorax hispidus
- Leptothorax huehuetenangoi
- Leptothorax humerosus
- Leptothorax hystriculus
- Leptothorax ibericus
- Leptothorax inermis
- Leptothorax innocens
- Leptothorax interruptus
- Leptothorax iranicus
- Leptothorax iris
- Leptothorax isabellae
- Leptothorax italicus
- Leptothorax itinerans
- Leptothorax ixili
- Leptothorax jacobsoni
- Leptothorax jailensis
- Leptothorax janushevi
- Leptothorax kaszabi
- Leptothorax kemali
- Leptothorax kirghizicus
- Leptothorax knipovitshi
- Leptothorax korbi
- Leptothorax koreanus
- Leptothorax kraussei
- Leptothorax kurilensis
- Leptothorax kutteri
- Leptothorax laciniatus
- Leptothorax laestrygon
- Leptothorax laetus
- Leptothorax lagrecai
- Leptothorax laurae
- Leptothorax leoni
- Leptothorax lereddei
- Leptothorax leucacanthus
- Leptothorax leviceps
- Leptothorax lichtensteini
- Leptothorax lindbergi
- Leptothorax longaevus
- Leptothorax longipilosus
- Leptothorax longispinosus
- Leptothorax luteus
- Leptothorax madecassus
- Leptothorax manni
- Leptothorax mariposa
- Leptothorax marocana
- Leptothorax massiliensis
- Leptothorax mauritanicus
- Leptothorax maurus
- Leptothorax megalops
- Leptothorax melas
- Leptothorax melleus
- Leptothorax melnikovi
- Leptothorax minozzii
- Leptothorax minutissimus
- Leptothorax mirassolis
- Leptothorax miserabilis
- Leptothorax mongolicus
- Leptothorax monjauzei
- Leptothorax mortoni
- Leptothorax muscorum
- Leptothorax myersi
- Leptothorax nadigi
- Leptothorax naeviventris
- Leptothorax nassanowi
- Leptothorax nevadensis
- Leptothorax niger
- Leptothorax nigricans
- Leptothorax nigriceps
- Leptothorax nigritus
- Leptothorax nitens
- Leptothorax normandi
- Leptothorax nylanderi
- Leptothorax obliquicanthus
- Leptothorax obturator
- Leptothorax ocarinae
- Leptothorax oceanicus
- Leptothorax opalinus
- Leptothorax oraniensis
- Leptothorax oxianus
- Leptothorax pallidipes
- Leptothorax pallidus
- Leptothorax pamiricus
- Leptothorax pan
- Leptothorax paraxenus
- Leptothorax pardoi
- Leptothorax parvulus
- Leptothorax pastinifer
- Leptothorax pastoris
- Leptothorax pelagosanus
- Leptothorax peninsularis
- Leptothorax pergandei
- Leptothorax personatus
- Leptothorax peyerimhoffi
- Leptothorax pittieri
- Leptothorax placivus
- Leptothorax platycnemis
- Leptothorax pleuriticus
- Leptothorax poeyi
- Leptothorax polita
- Leptothorax porphyritis
- Leptothorax praecreolus
- Leptothorax pulchellus
- Leptothorax pulcher
- Leptothorax punicans
- Leptothorax purpuratus
- Leptothorax rabaudi
- Leptothorax racovitzai
- Leptothorax recedens
- Leptothorax reduncus
- Leptothorax retractus
- Leptothorax retusispinosus
- Leptothorax risii
- Leptothorax rothneyi
- Leptothorax rottenbergii
- Leptothorax rugatulus
- Leptothorax rugiceps
- Leptothorax rutilans
- Leptothorax sallei
- Leptothorax salvini
- Leptothorax sardous
- Leptothorax satunini
- Leptothorax scabripes
- Leptothorax scamni
- Leptothorax schaufussi
- Leptothorax schaumii
- Leptothorax schmittii
- Leptothorax schurri
- Leptothorax schwarzi
- Leptothorax schwebeli
- Leptothorax sculptiventris
- Leptothorax semenovi
- Leptothorax semiruber
- Leptothorax senectutis
- Leptothorax serviculus
- Leptothorax sevanensis
- Leptothorax shelkovnikovi
- Leptothorax sikorai
- Leptothorax silvestrii
- Leptothorax simoni
- Leptothorax singularis
- Leptothorax skwarrae
- Leptothorax smithi
- Leptothorax solerii
- Leptothorax sordidulus
- Leptothorax specularis
- Leptothorax sphagnicola
- Leptothorax spininodis
- Leptothorax spinosior
- Leptothorax spinosus
- Leptothorax splendens
- Leptothorax squamifer
- Leptothorax steinbergi
- Leptothorax stenotyle
- Leptothorax stipaceus
- Leptothorax stollii
- Leptothorax stramineus
- Leptothorax striatulus
- Leptothorax subcingulatus
- Leptothorax subditivus
- Leptothorax submuticus
- Leptothorax susamyri
- Leptothorax svartshevskii
- Leptothorax taivanensis
- Leptothorax tamarae
- Leptothorax tauricus
- Leptothorax tebessae
- Leptothorax tenuisculptus
- Leptothorax tenuispinus
- Leptothorax terricola
- Leptothorax terrigena
- Leptothorax tesquorum
- Leptothorax texanus
- Leptothorax theryi
- Leptothorax tianschanicus
- Leptothorax tonsuratus
- Leptothorax torrei
- Leptothorax totonicapani
- Leptothorax tricarinatus
- Leptothorax tricolor
- Leptothorax tristani
- Leptothorax tristis
- Leptothorax tuberum
- Leptothorax turcicus
- Leptothorax tuscaloosae
- Leptothorax tyndalei
- Leptothorax umbratipes
- Leptothorax unifasciatus
- Leptothorax usunkul
- Leptothorax werneri
- Leptothorax versicolor
- Leptothorax wheeleri
- Leptothorax vicinus
- Leptothorax wilda
- Leptothorax villarensis
- Leptothorax wilsoni
- Leptothorax violaceus
- Leptothorax volgensis
- Leptothorax wollastoni
- Leptothorax volubilis
- Leptothorax wroughtonii